# Lindsaea cultrata
Lindsaea cultrata là một loài thực vật có mạch trong họ Dennstaedtiaceae. Loài này được (Willd.) Sw. miêu tả khoa học đầu tiên năm 1806.